# Cieszyno (Świdwin)
Cieszyno (deutscher Name: Teschenbusch) ist ein Dorf in der polnischen Woiwodschaft Westpommern. Es gehört zur Landgemeinde (gmina wiejska) Świdwin (Schivelbein) im Landkreis Świdwin.

## Geografische Lage
Cieszyno liegt fünf Kilometer nordwestlich von Świdwin an der Landstraße nach Lekowo (Leckow). Bahnstation ist Świdwin an der Bahnstrecke Stargard Szczeciński–Gdańsk.

## Ortsgeschichte
Erstmals wird Teschenbusch im Jahre 1629 in einer Urkunde erwähnt. Damals war Teschenbusch „eine wüste Feldmark“. So dürfte das Dorf wohl erst im 17. Jahrhundert gegründet worden sein.
Im Jahre 1877 wurden in der Nähe des Ortes 12000 Finkenaugen (2950 Gramm zwölflotigen Silbers) ausgepflügt.
Im Jahre 1894 wurden drei Bauern in Teschenbusch gezählt. Die Einwohnerzahl im Jahre 1939 belief sich auf 146 Personen in 36 Haushaltungen. Die Gemeindefläche betrug 668 Hektar.
Saatgetreide und Saatkartoffeln wurden auf den einfachen Böden vom Rittergut und vier Bauern angebaut. Das Gut unterhielt außerdem eine 300-köpfige Schafherde.
Bis 1932 gehörte Teschenbusch zum Landkreis Schivelbein, bis dieser in den Landkreis Belgard (Persante) eingegliedert wurde. Teschenbusch war dem Amts- und Standesamtsbezirk Wopersnow zugeordnet. Das zuständige Amtsgericht war Schivelbein.
Im März 1945 wurde Teschenbusch von russischen Truppen besetzt. Die ansässige Bevölkerung wurde vertrieben. Der Ort kam als Cieszyno unter polnische Verwaltung und gehört heute zur Gmina Świdwin – und nun wieder im Landkreis Schivelbein.

## Kirche
Teschenbusch gehörte bis 1945 zur Kirchengemeinde Leckow im Kirchspiel Rützenhagen im Kirchenkreis Schivelbein der Kirchenprovinz Pommern in der evangelischen Kirche der Altpreußischen Union. Letzter deutscher Geistlicher war Dr. jur. Walter Lüdke.
Heute liegt Cieszyno im Kirchspiel Koszalin (Köslin) der Diözese Pommern-Großpolen der polnischen Evangelisch-Augsburgischen Kirche.
In Teschenbusch bestand eine einklassige Volksschule.